# Andreas Schauer
Andreas Schauer (18 gennaio 1986) è uno sciatore freestyle tedesco, specialista dello ski cross.

## Biografia
In Coppa del Mondo ha esordito il 20 gennaio 2006 a Kreischberg (51º), ha ottenuto il primo podio il 19 febbraio 2013 ad Soči (3º) e la prima vittoria il 9 gennaio 2015 a Val Thorens.
In carriera ha partecipato a un'edizione dei Giochi olimpici invernali, Soči 2014 (12º nello ski cross), e a due dei Campionati mondiali (10º nello ski cross a Voss-Myrkdalen 2013 il miglior risultato).

## Palmarès

### Mondiali juniores
- 1 medaglia:
  - 1 oro (ski cross a Krasnoe Ozero 2006).

### Coppa del Mondo
- Miglior piazzamento in classifica generale: 30º nel 2015.
- 2 podi:
  - 1 vittoria;
  - 1 terzo posto.

#### Coppa del Mondo - vittorie
| Data           | Luogo       | Paese   | Disciplina |
| -------------- | ----------- | ------- | ---------- |
| 9 gennaio 2015 | Val Thorens | Francia | SX         |

Legenda:

SX = ski cross